# Wild Metal Country
Wild Metal Country est un jeu vidéo d'action développé par DMA Design et édité par Gremlin Interactive, sorti en 1999 sur Windows et Dreamcast.

## Accueil
- GameSpot : 3.7/10[1]
- IGN : 8,3/10[2]